# 四川大學錦江學院
四川大学锦江学院，简称川大锦江、锦江学院，创建于2006年，位于中国四川省眉山市彭山区，是经国家教育部批准，由四川大学和四川旭峰实业有限公司合作创办的民办本科独立学院。
2016年至2018年，连续三年获得中国独立学院排行榜100强第3位。

## 校史
2005年12月16日，四川大学与四川旭峰实业有限公司签订合作办学协议，并召开董事会议选举了董事长张桂芳和院长王金顺。次年4月，教育部批准创办四川大学锦江学院，9月，迎来首批1600名学生注册。
2008年6月，学院与彭山县“校地结对共建”。2010年6月，首届本科学生毕业。2012年3月6日起，学校各教学系称谓更名为学院，系主任改称院长。2017年8月，学院召开中国共产党四川大学锦江学院第一次代表大会。

## 组织机构

### 院系设置
| 经济学院 | 经济学         | 国际商务（专科） |
| 经济学院 | 国际经济与贸易 | 经融管理（专科） |
| 经济学院 | 经济与金融     |                  |

| 文学与传媒学院 | 汉语言文学   | 秘书学       |
| 文学与传媒学院 | 汉语国际教育 | 文秘（专科） |
| 文学与传媒学院 | 新闻学       |              |

| 外国语学院 | 英语 | 德语 |
| 外国语学院 | 日语 |      |

| 机械与工程学院 | 机械设计制造及其自动化（含机器人技术与应用方向） | 自动化（人工智能技术与应用方向） |

| 电气与电子信息工程学院 | 电气工程及其自动化 | 电子信息工程 |
| 电气与电子信息工程学院 | 通信工程           | 自动化       |

| 计算机学院 | 计算机科学与技术 | 数据科学与大数据技术   |
| 计算机学院 | 软件工程         | 计算机应用技术（专科） |
| 计算机学院 | 物联网工程       |                        |

| 土木工程学院 | 土木工程 | 工程造价                 |
| 土木工程学院 | 工程管理 | 建筑装饰工程技术（专科） |

| 白酒学院 | 酿酒工程（白酒方向） | 酿酒技术（专科）       |
| 白酒学院 | 食品质量与安全       | 食品营养与卫生（专科） |
| 白酒学院 | 食品科学与工程       |                        |

| 管理学院 | 市场营销 | 市场营销（专科） |
| 管理学院 | 行政管理 | 人力资源管理     |
| 管理学院 | 电子商务 |                  |

| 会计学院 | 会计学   | 审计学       |
| 会计学院 | 财务管理 | 会计（专科） |

| 艺术学院 | 舞蹈表演     | 产品设计             |
| 艺术学院 | 广播电视编导 | 播音与主持艺术       |
| 艺术学院 | 视觉传达设计 | 环境艺术设计（专科） |
| 艺术学院 | 环境设计     |                      |

此外，学校设置“东坡学院”（以眉山籍北宋著名文人苏轼的表字为名），选拔有志于考研深造的学生进入该院学习，独立管理。